# UFC 242
UFC 242: Khabib vs. Poirier fue un evento de artes marciales mixtas producido por Ultimate Fighting Championship que tuvo lugar el 7 de septiembre de 2019 en The Arena, Yas Island en Abu Dabi, Emiratos Árabes Unidos.

## Historia
El evento marcó la tercera visita de la promoción a Abu Dhabi y la primera desde UFC Fight Night: Nogueira vs. Nelson en abril de 2014.
Un combate por el Campeonato de Peso Ligero de UFC entre el actual campeón Khabib Nurmagomedov y el campeón interino de la división Dustin Poirier sirvió como el evento estelar de la noche.
Una pelea de peso ligero entre Magomed Mustafaev y Don Madge fue programada para el evento. Sin embargo, el 18 de agosto se reportó que Mustafaev había sido removido del combate por razones desconocidas. Madge enfrentó al recién llegado Fares Ziam.
Adam Yandiev fue programado para enfrentar al recién llegado Puna Soriano en el evento. Sin embargo, Yandiev abandonó el combate a mitad de agosto por una lesión de rodilla. Aún se desconoce si Soriano enfrentará un reemplazo o el combate será reprogramado para una nueva fecha.
Un combate de peso gallo entre Khalid Taha y Bruno Gustavo Aparecido Da Silva fue programado para el evento. Sin embargo, el 21 de agosto se reportó que la pelea había sido movida a UFC 243.
En el pesaje, Sarah Moras pesó 138 libras, dos libras por encima del límite de la división de peso gallo (136 lbs.). Fue multada con el 20% de su pago y su combate con Liana Jojua se llevó a cabo en un peso acordado.

## Resultados
1. ↑  Por el Campeonato de Peso Ligero de UFC.

## Premios extra
Los siguientes peleadores recibieron $50,000 en bonos:
- Actuación de la Noche: Khabib Nurmagomedov, Ottman Azaitar, Belal Muhammad y Muslim Salikhov